# Tuyên Tán
Tuyên Tán là một nhân vật trong tiểu thuyết Thủy Hử của nhà văn Thi Nại Am. Tuyên Tán có ngoại hiệu là Xú Quận Mã (Quận Mã xấu xí)

## Xuất thân
Tuyên Tán thân cao tám trượng, mặt như đáy chảo, muĩ hất lên trời, tóc xuăn râu đỏ, võ nghệ cao cường. Tuyên Tán làm võ quan cho Bảo Nghĩa Vương Phủ, tài nghệ xuất chúng, từng đánh bại tướng người Phiên. Bảo Nghĩa Vương mến tài bèn gả Quận chúa cho ông. Quận chúa chê ông xấu xí, ôm hận mà chết. Do đó nên ông cũng không được trọng dụng.

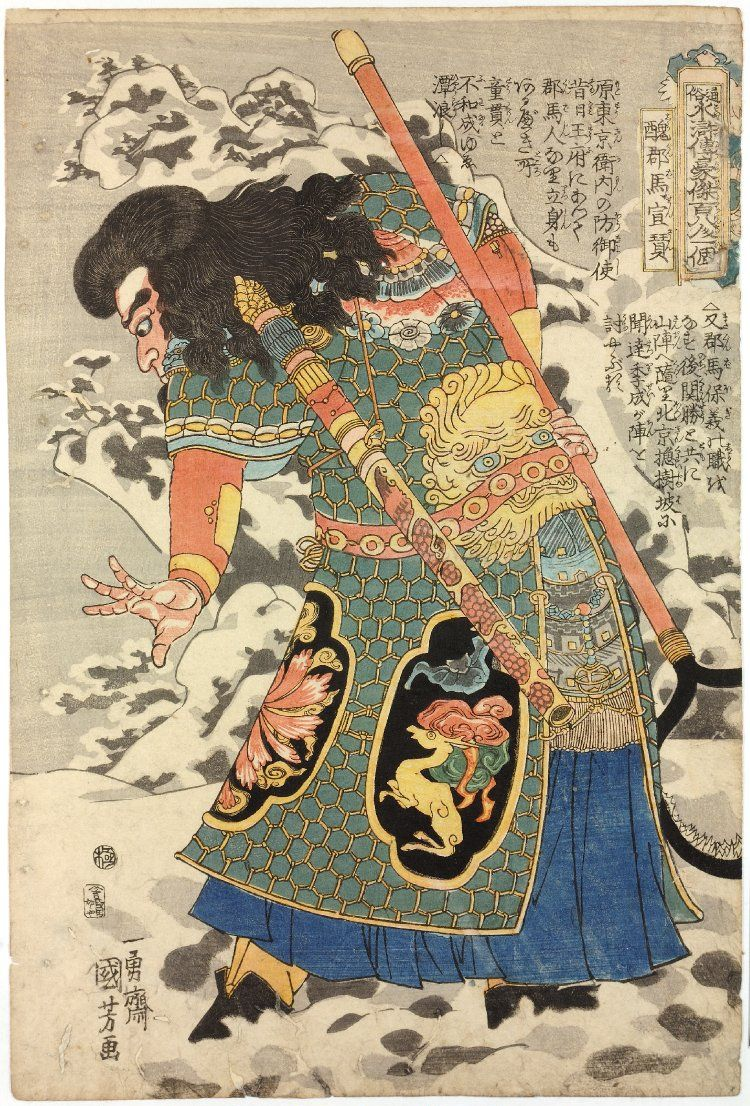
Tuyên Tán

## Gia nhập Lương Sơn
Khi Đại Danh Phủ Bắc Kinh bị quân Lương Sơn Bạc do Tống Công Minh trực tiếp chỉ huy tấn công để cứu Lư Tuấn Nghĩa và Thạch Tú, các phó tướng thành Đại Danh là Văn Đại Đao Văn Đạt và Lý Thiên Vương Lý Thành đều không giúp được gì, còn chánh tướng Cấp Tiên Phong Sách Siêu bị Bách Thắng Tướng Quân Hàn Thao bên Lương Sơn Bạc bắn thương. Lương Trung Thư lo sợ bèn cho quân đưa thư đến cho cha vợ hắn là thái sư Sái Kinh, yêu cầu viện binh. Sái Kinh goi các quan trong Khu mật viện đến Bảo Nghĩa Vương Phủ bàn kế sách. Tuyên Tán tức giận, tiến cử Đại đao Quan Thắng bên phủ Bồ Đông dùng kế vây Ngụy cứu Triệu, tấn công Lương Sơn Bạc. Bên Lương Sơn dùng Hô Diên Chước trá hàng, lừa bắt Quan Thắng, đồng thời tấn công bắt được Tuyên Tán và Tĩnh Mộc can Hác Tư Văn cũng bị bắt. Tống Giang khuyên hàng, ba người chấp nhận ở lại Lương Sơn.

## Tham gia chinh chiến
Tuyên Tán là một trong bảy mươi hai Địa Sát Tinh của Lương Sơn, tức là bảy mươi hai phó tướng, ngồi ghế thứ bốn mươi, giữ chức Mã quân tiểu bưu tướng kiêm đầu lĩnh viễn thám tuần tra. Tuyên Tán và Hác Tư Văn thường làm phó tướng cho Quan Thắng. Sau này Lương Sơn chiêu an, Tuyên Tán theo đoàn quân chinh chiến, lập được nhiều chiến công. Không may, khi đánh Tô Châu của Phương Lạp do Đệ Tam Đại Vương Phương Mạo trấn thủ, Tuyên Tán giao chiến với Phi Báo Đại tướng Quân Quách Thế Quảng, cả hai bị thương, rơi xuống sông, chết dưới cầu Ẩm Mã.

## Trong Đãng Khấu Chí
Tại hồi 61, Hô Diên Chước, Hàn Thao, Bành Kỷ, Tuyên Tán, Hách Tư Văn trấn thủ Gia Tường. Khi quân triều đình tiến đánh, Hô Bành Hàn 3 người đem binh rời thành chặn đánh. Tuyên Hách được lệnh trấn thủ Gia Tường, ngờ đâu tiền quân thất bại, Hàn Thao, Bành Kỷ chết trận. Quân triều đình dùng cờ đỏ tấn công Gia Tường, 2 tướng nghĩ là Hô Diên Chước phá vây về thành nên mở cửa đón vào. Quân triều đình thừa cơ tràn vào đánh giết. Tuyên Tán giao chiến bị Cáp Lan Sinh bắt sống. Hách Tư Văn phá vây bất thành, bị Sa Chí Nhân đâm trung hốc vai, rồi bị Miễn Dĩ Tín bắt sống.